# Эллис (остров)
Эллис (англ. Ellis Island, «Остров слёз») — остров в устье реки Гудзон в бухте Нью-Йорка. Был самым крупным пунктом приёма иммигрантов в США, действовавшим с 1 января 1892 года по 12 ноября 1954. Остров — собственность Федерального правительства США — находится под юрисдикцией Службы национальных парков США.
На соседнем острове Либерти стоит статуя Свободы.

## Основные события
- 1770—1790 — во время войны за независимость собственник острова Эллис, торговец из Нью-Йорка Сэмуэль Эллис открывает таверну на острове и обеспечивает местных рыбаков продуктами.
- 1790 — первый иммиграционный закон, Закон о натурализации, принятый в 1790 году, говорил о том, что любой белый мужчина, проживший два года на территории США, становится гражданином.
- 1808 — остров Эллис продан наследниками Сэмуэля Эллиса штату Нью-Йорк, но имя остаётся. В этом же году остров был продан Федеральному правительству за 10 000 $.
- 1814 — первая крупная волна иммигрантов. Около 5 млн иммигрантов прибудут из Западной и Восточной Европы в течение последующих 45 лет.
- 1846 — время массового притока иммигрантов из Ирландии и Германии из-за голода, политических волнений и экономического застоя. В течение следующего десятилетия прибудут более 1 млн ирландцев.
- 1862 — принятие Гомстед-акта (англ. The Homestead Act), усиление иммиграции.
- 1875 — запрещение на въезд проституткам и преступникам.
- 1890 — контроль за притоком иммигрантов переходит федеральному правительству. Выделяется 75 000 $ на сооружение первого Федерального иммиграционного центра на острове Эллис.
- 1892 — открытие центра на острове Эллис. В первый день работы центра прошло около 700 человек, и около 450 000 прошло за первый год работы. Первым иммигрантом, прошедшим через центр была 15-летняя ирландка Анни Мур, получившая официальные поздравления и 10 000 $.
- 1897 — пожар в башне главного здания с последующим обрушением крыши. Никто из присутствующих 200 иммигрантов не погиб. Центр по приёму иммигрантов временно перемещён на остров Манхэттен.
- 1903 — анархистам запрещено въезжать на территорию США.
- 1907 — 17 апреля прибыло рекордное количество иммигрантов — 11 747 человек. Всего в тот же год через остров прошло 1 004 756 человек, самое большое количество прибывших за год.

Принимается Федеральный закон, запрещающий въезжать детям без родителей, а также душевнобольным.
- 1914—1918 — уменьшение количества иммигрантов в связи с Первой мировой войной (с 78 416 человек в 1915 году до 28 867 в 1918 году).
- 1916 — остров пострадал от диверсии[англ.], организованной немецкой разведкой на соседнем острове Блэк-Том.
- 1917 — открывается армейский медицинский центр на острове Эллис.

Вводится тест на грамотность для иммигрантов (действовал до 1952 года). Лица, не способные прочитать текста из 30-40 слов на своём родном языке, не допускались на территорию США. Практически всем жителям Азии въезд запрещён.
- 1921 — принятие первого Закона о квотах (англ. The first Immigration Quota Law) с целью регулировать прибытие иммигрантов. Это связано с послевоенным миграционным бумом. Только 3 % от числа этнической группы, проживавшей на территории США в 1910 году, могли получить право иммигрировать в США в год.
- 1924 — принятие Иммиграционных актов (англ. Immigration Act of 1924), вводивших ежегодную квоту в 164 000 человек из Европы. Иммиграция из Азии практически запрещена.
- 1929 — Акт о национальном происхождении (англ. National Origins Act), запрещавший въезд из Восточной Азии. Вводится ежегодная квота на въезд в страну в количестве 2 % от числа этнической группы, проживающей в 1890 г.
- 1950 — Закон о внутренней безопасности (англ. Internal Security Act) запрещал въезжать людям, связанными с коммунистическими или фашистскими организациями.
- 1954 — официальное закрытие центра по приёму иммигрантов на острове Эллис.
- 1976 — остров Эллис открыт для посещения в качестве Музея иммиграции.

## История
Остров Эллис площадью 11 га образовался в основном из грунта, вывезенного при строительстве нью-йоркского метро; остров расположен примерно в километре от южного мыса Манхэттена. Когда-то он представлял собой песчаную косу, где индейцы добывали устриц, а в колониальные времена эта коса была местом казни пиратов. В 1892 году здесь было построено первое здание поста Иммиграционной службы. Пять лет спустя первоначальные деревянные постройки сгорели при пожаре, а в 1900 году по проекту фирмы «Boring & Tilton» было возведено изящное здание, увенчанное четырьмя крытыми медью куполами, сохранившееся до сих пор.
Теперь в нём помещается музей, посвящённый не только тому, что происходило на острове Эллис, но и истории иммиграции в США в целом. В здании площадью 9300 м² собраны 2000 экспонатов, 1500 фотографий и звукозаписи воспоминаний очевидцев. Здесь также есть библиотека, два кинозала, а в будущем предполагается создать генеалогический центр, где посетители смогут проследить свою иммигрантскую родословную. Восстановленное здание Иммиграционной службы стало одним из крупнейших исторических музеев страны.
Остров Эллис в нью-йоркской гавани с 1892 по 1954 год был транзитным пунктом для оформления документов въезжающих в страну иммигрантов. В самый разгар переселения в начале XX века через эти «ворота» в США проходило по 5000 человек в день, и сегодня 100 миллионов американцев могут найти в своих родословных предков, прошедших через этот остров. Поэтому нет ничего удивительного в том, что остров Эллис гораздо ближе сердцу американцев, чем предполагаемое место высадки Колумба в 1492 году. Для американцев остров Эллис — священная земля, место высадки предков ста миллионов человек — 40 процентов нынешнего населения страны. Здесь с 1892 по 1924 год государство приняло свыше 12 миллионов человек. За один лишь день, 17 апреля 1907 года, через остров прошло 11 747 иммигрантов.
Пароходы с иммигрантами становились на якорь у входа в нью-йоркскую гавань. Документы пассажиров 1-го и 2-го классов оформлялись на борту, и тех, кто прошёл осмотр и инспекцию, перевозили на пароме на пристань Манхэттена. Пассажиров третьего класса вместе с забракованными по здоровью высаживали на остров Эллис.
В среднем иммигрант проводил на острове от 3 до 5 часов. В главном здании новоприбывшие поднимались на второй этаж в зал регистрации, известный также как «большой зал», по лестнице, игравшей главную роль во всем этом эпосе. Этот подъём ещё называли «шестисекундным осмотром». Врачи и медсестры, наблюдая сверху за иммигрантами, отсеивали для дальнейшего осмотра хромавших и запыхавшихся (как возможных сердечных или туберкулёзных больных). Судьба решалась в зале регистрации. Инспектор поднимал иммигрантам веки (пальцем, шпилькой, чем попало), чтобы установить, нет ли у них трахомы. Осматривая голову, искали паршу.
Иммигрантов, забракованных по состоянию здоровья, метили мелом прямо на одежде. Большое «Е» означало глазную болезнь, «L» — хромоту, «Х» — слабоумие, а «Х» в кружке — идиотию. Один тест был на определение умственных способностей: иммигрант должен был из нескольких деревянных кусочков сложить кораблик. В самый разгар иммиграции каждый день до 5000 усталых и встревоженных людей проходили через регистрационный зал.
После осмотра иммигранты спускались по разделённой на три марша лестнице, называвшейся «лестницей разлуки», потому что здесь у многих расходились пути. Правый марш вёл к железнодорожной кассе, где иммигранты покупали билеты до любой точки США, кроме Нью-Йорка. Левый — вёл к парому, который курсировал между островом и Манхэттеном. На этот паром садились иммигранты, желавшие осесть в Нью-Йорке в районе Нижнего Ист-сайда или другом районе, уже заселённом их соотечественниками. Средний марш вёл к залу временно задержанных. В годы массовой иммиграции 20 процентов новоприбывших задерживали как нездоровых, «политически нежелательных» или «потенциально обременительных» для общества. Одиноких женщин, которых не встречали родственники или представители общества помощи иммигрантам, задерживали из опасения, что они могут стать жертвами эксплуатации или проститутками. Многие женщины, списавшись заранее, прибывали в Америку, чтобы выйти замуж. В сентябре 1907 года на борту парохода «Балтик» оказалось свыше 1000 невест. Не удивительно, что многие браки заключались тут же, на острове Эллис.
Иммигрантов, которых считали анархистами, большевиками или преступниками, помещали в общежития и при первой же возможности отправляли обратно, как и некоторых больных. Других больных, нуждавшихся в медицинской помощи, помещали в больницы. Детей, болевших корью, отправляли в дождь и холод паромом на материк. По оценкам историков, около 30 процентов из них умирало потом от простуды.